# Räppele
Räppele (mundartlich: Rebələ, Replə) ist ein Gemeindeteil der Marktgemeinde Oberstdorf im bayerisch-schwäbischen Landkreis Oberallgäu.

## Geographie
Der Weiler liegt circa drei Kilometer nordwestlich des Hauptorts Oberstdorf. Räppele grenzt baulich unmittelbar an den Ort Tiefenbach und wird daher mittlerweile diesem zugeordnet.

## Ortsname
Der Ortsname bedeutet (Siedlung auf/an der) Wiese des Räp(p)le und könnte auf einen Flurnamen deutet, der wiederum vom Familiennamen  Räp(p)le oder Rapp stammt.

## Geschichte
Räppele wurde erstmals urkundlich im Jahr 1518 als Siedlung auf der Räplin erwähnt. Im Jahr 1875 wurden elf und im Jahr 1950 wurden 18 Wohnhäuser im Ort gezählt.